# لي تشيان
لي تشيان (بالبولندية: Li Qian)‏ هي لاعبة تنس الطاولة بولندية، ولدت في 30 يوليو 1986 في باودينغ في الصين.

## وصلات خارجية
- لي تشيان على موقع منظمة تنس الطاولة العالمي (الإنجليزية)
- لي تشيان على موقع أوليمبيديا (الإنجليزية)
- لي تشيان على موقع اللجنة الأولمبية البولندية (مؤرشف) (البولندية)